# Susie Atwood
Pour les articles homonymes, voir Atwood.
Susie Atwood, née le 5 juin 1953 à Long Beach (Californie), est une nageuse américaine, spécialiste des courses de dos.

## Carrière
Susie Atwood fait partie de la délégation américaine présente aux Jeux olympiques de 1968 ; elle ne parvient pas à se qualifier pour la finale du 200 mètres dos. 
En 1969, elle améliore le record du monde du 200 mètres dos en 2 min 21 s 5 et réalise le deuxième chrono mondial sur le 100 mètres dos en 1 min 6 s.  
Elle  remporte aux Jeux panaméricains de 1971 quatre médailles : trois en argent (en 100 et 200 mètres dos ainsi qu'en 200 mètres quatre nages) et une en bronze en 400 mètres quatre nages. 
Elle dispute les Jeux olympiques de 1972 se tenant à Munich. Elle termine deuxième de la finale du 200 mètres dos et troisième du 100 mètres dos.
Elle intègre l'International Swimming Hall of Fame en 1992.